# Voo Japan Airlines 1628
O voo 1628 da Japan Air Lines foi uma aeronave de carga Boeing 747-200F japonesa que voava de Paris para o Aeroporto Internacional de Narita que esteve envolvido em um avistamento de objeto voador não identificado (OVNI) em 17 de novembro de 1986.
Durante o voo, o capitão Kenji Terauchi relatou ter visto três objetos que ele descreveu como "duas pequenas naves e a nave-mãe". Os controladores de tráfego da FAA em Anchorage viu apenas o voo 1628 em seu radar. Dois outros aviões próximos só viram o voo 1628 e nenhum outro objeto. Uma investigação da FAA sobre o incidente caracterizou Terauchi como um "repetidor de OVNIs". Astrônomos e pesquisadores determinaram que os objetos que Terauchi estava vendo provavelmente eram os planetas Júpiter e Marte. Contradições entre os relatos da tripulação das três aeronaves, bem como contradições entre as transcrições e entrevistas posteriores com Terauchi, lançaram dúvidas de que algo incomum tenha acontecido.

## Avistamento
Na parte do trajeto entre Reykjavík e Anchorage, voando a 35 000 pés (11 000 m), às 17h11 sobre o leste do Alasca, o piloto, Capitão Kenji Terauchi, relatou ter visto três objetos não identificados, "voando paralelos e então... muito próximos". A mídia da época relatou que Terauchi se referiu aos objetos como "duas naves pequenas e a nave-mãe", e como "dois pequenos e um com o dobro do tamanho de um porta-aviões". Após seis minutos, Terauchi comunicou-se por rádio com a o controle de tráfego aéreo em Anchorage, que o aconselhou a tomar "ações evasivas". Terauchi diminuiu a altitude e voou com o avião em um círculo, mas relatou que as luzes ainda estavam com o avião após as manobras.
À época, foi noticiado na imprensa que a FAA relatou ter visto objetos perto do avião, mesmo após as manobras evasivas, mas após uma análise posterior, as imagens do radar militar foram "descartadas como reflexos, e um objeto que apareceu nas telas da agência de aviação foi considerado uma imagem dividida coincidente da aeronave". Os controladores aéreos da FAA de Fairbanks viram apenas o voo 1628 em suas telas de radar.
Terauchi relatou que os objetos seguiram o avião por 640 quilômetros. Dois aviões que estavam perto do voo 1628, um voo United Airlines e um avião de carga C-130 da Força Aérea Americana relataram que não viram nenhum objeto, nem visualmente nem no radar.
O voo 1628 pousou em Anchorage, a tripulação foi informada e os investigadores da FAA determinaram que "eles eram 'normais, profissionais, racionais (e não tinham) envolvimento com drogas ou álcool'" .

## Explicação
O editor da Aviation Week e da revista Space Technology e investigador de OVNIs Phillip J. Klass relatou que os planetas Júpiter e Marte estavam na área em que Teruchi disse ter visto duas luzes e, embora fossem bem visíveis, ele não mencionou tê-las visto. Klass afirma que não é incomum para um piloto experiente "confundir um corpo celeste brilhante com um OVNI, e não será o último. ... Júpiter estava apenas 10 graus acima do horizonte, fazendo com que parecesse ao piloto estar aproximadamente em sua própria altitude de 35 000 pés". Klass observou que quando a tripulação foi entrevistada separadamente em 1988, suas lembranças do evento diferiram significativamente.
Segundo Klass, o piloto posteriormente contradisse o que havia dito aos controladores de voo no momento do incidente. Após analisar as transcrições das comunicações de rádio, um porta-voz da FAA declarou que o piloto havia dito aos controladores de solo que perdera "o objeto de vista após completar sua curva". Mas em uma entrevista posterior, o porta-voz disse que Terauchi teria afirmado que "o objeto permaneceu com ele enquanto ele se virava".
A FAA divulgou um pacote de dados do incidente caracterizando Terauchi como um "'repetidor de OVNIs', tendo relatado outros dois avistamentos de OVNIs antes de 17 de novembro e mais dois em janeiro passado". Em um avistamento de OVNI relatado por Terauchi em 11 de janeiro de 1987 na mesma área do voo 1628, ele afirmou ter visto "luzes pulsantes irregulares... [e] uma grande massa preta bem na nossa frente". O radar da FAA não confirmou a presença de um objeto, e o evento foi posteriormente determinado como "luzes de pequenas vilas sendo difundidas por finas nuvens de cristais de gelo". Klass observa que Terauchi usou as palavras "nave espacial ou nave-mãe" em seus relatórios e afirmou que a "nave-mãe ... não queria ser vista". Teruchi também afirmou que "nós, humanos, os encontraremos em um futuro próximo".
De acordo com o astrônomo e investigador de OVNIs Robert Sheaffer, apesar do Voo 1628 ter se tornado um dos "casos mais celebrados na literatura recente sobre OVNIs, não havia muito o que ler". Sobre o relatório de Terauchi, Sheaffer afirma que o piloto não é “um observador imparcial ou objetivo”. O escritor científico Brian Dunning escreve que não houve "nada de extraordinário ou incomum naquela noite", chamando Terauchi de "um piloto excelente e competente, mas dificilmente imparcial quando se tratava de naves alienígenas" e o voo 1628 de "apenas mais uma anedota aérea sem evidências".